# Splash Battle

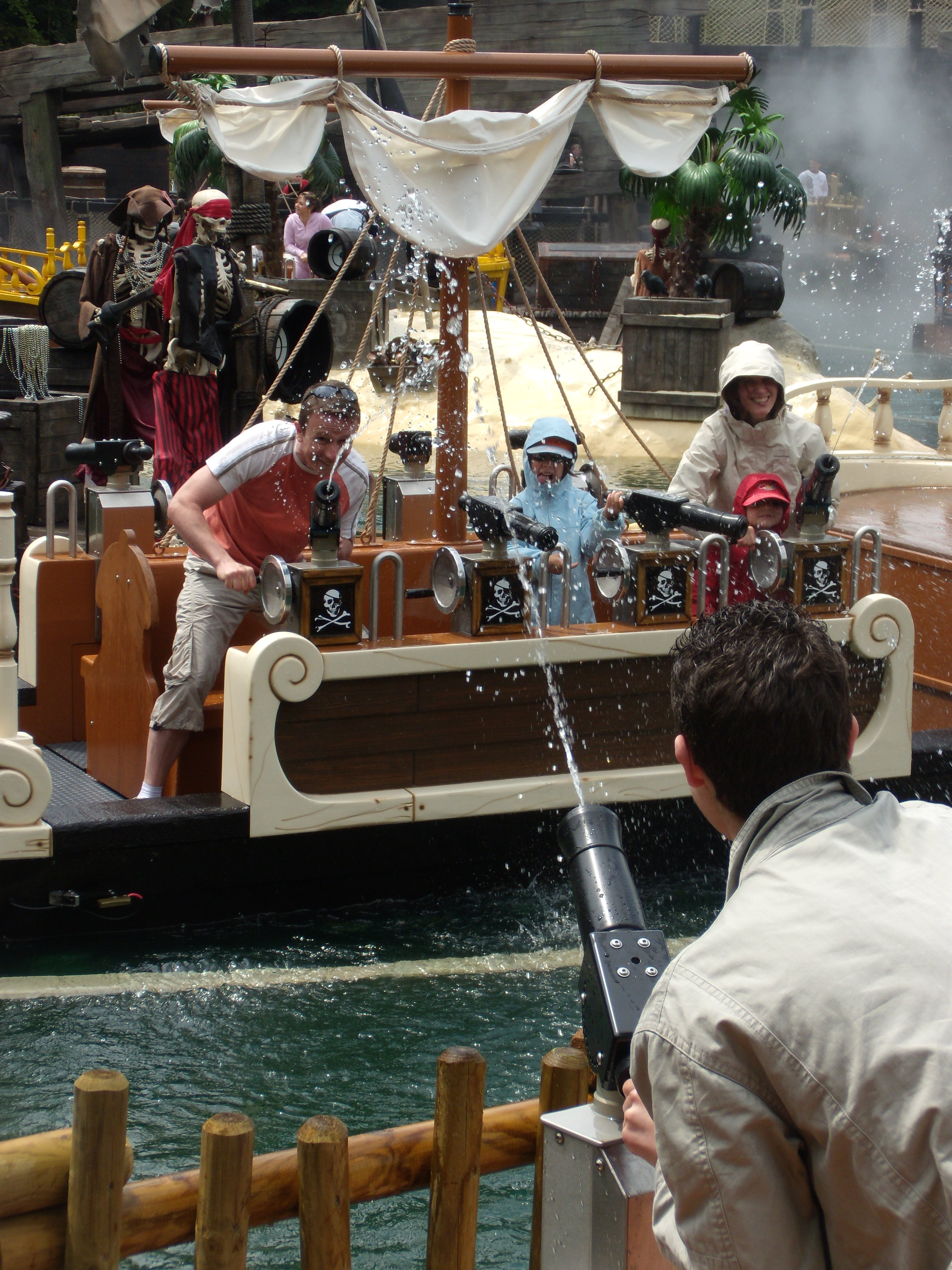
Visiteur jouant à s'éclabousser sur le splash battle Pirates Attack de Fraispertuis-City.

Le Splash Battle est un type d'attraction aquatique appelée également Interactive Boat Ride et qui signifie Bataille aquatique est une sorte de croisière scénique interactive. 
On peut considérer Spritztour de Erlebnispark Tripsdrill, construit en 2004 par ABC Engineering comme la première attraction de ce type. C'est donc une attraction très récente et qui connaît un très grand succès dans le monde des attractions puisqu'en 2007, on comptait déjà une quinzaine de modèles.
Le concept de l'attraction a été développé par Roger Houben, directeur de 3DBA, associé à Philipp Van Stratum, qui s’est chargé de développer l’idée et le thème autour de l'attraction. C’est l’entreprise Preston & Barbieri qui s’est occupé de la partie technique. Leur première réalisation fut Splash Battle pour Walibi World en 2005. Un grand succès qui a permis de rendre l'attraction très populaire.

## Concept
Les passagers prennent place dans une embarcation équipée de canons à eau, le bateau fait un circuit permettant à ces occupants de viser et d'arroser le décor (souvent interactif par un système de cibles) ou plus sournoisement de viser les occupants des autres embarcations. Certains constructeurs proposent d'ailleurs des versions parc d'attractions et parc aquatique plus ou moins humide.

## Variantes

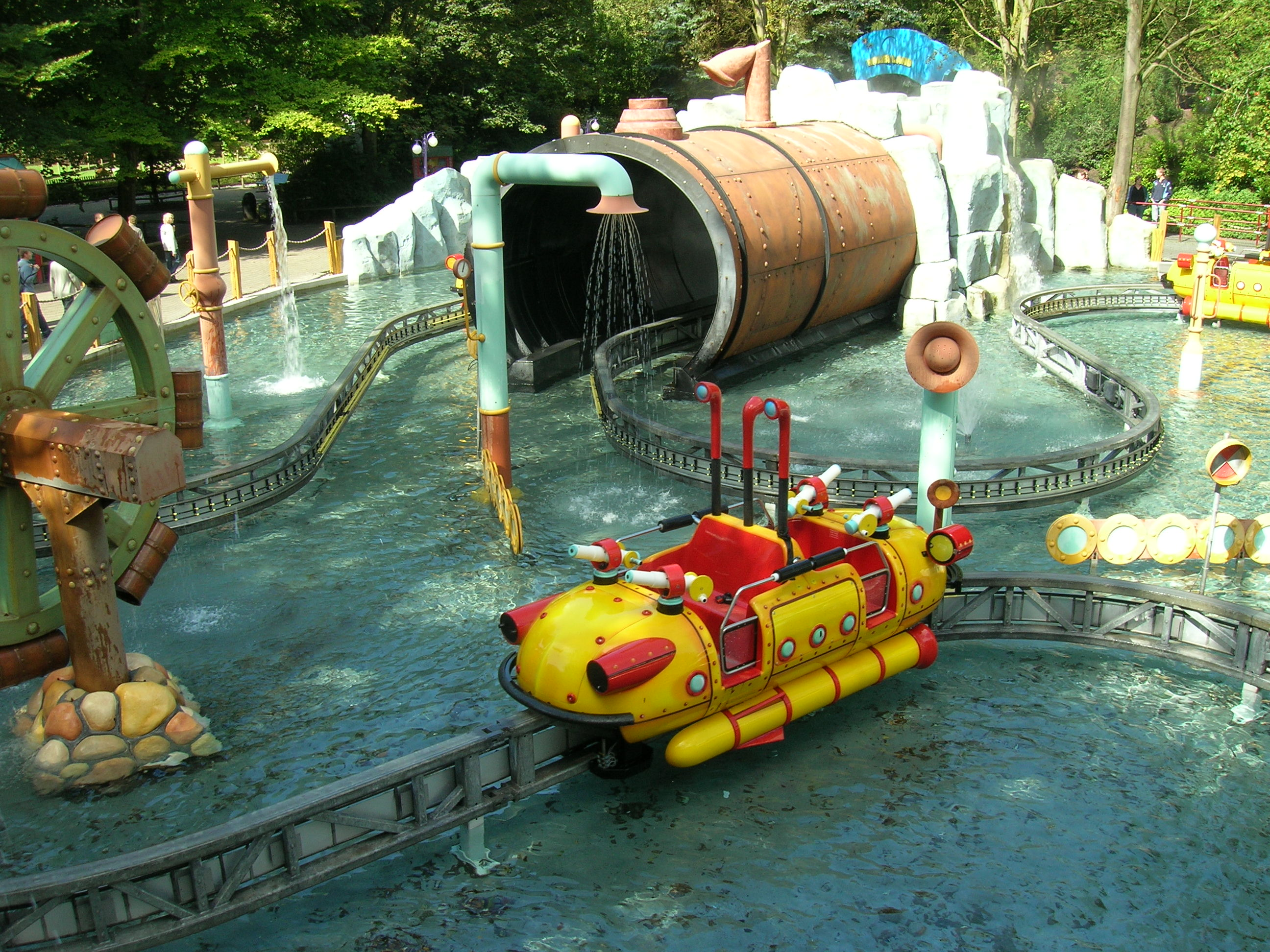
Splash Battle à Walibi Holland, Modèle Splash Battle.

L'attraction reste la même dans son concept général mais elle varie sur quelques points la rendant complètement différente. Par exemple dans certaines attractions de ce type, le but est clairement de mouiller les autres, mais il existe également une variante qui consiste à se garder au sec (comme à Mirabilandia). Les passagers doivent viser des cibles qui leur permettront de leur épargner le passage sous une cascade ou des jets d'eau. Les modèles avec un câble immergé proviennent de la technique du Tow boat ride.
Les plus grandes différences sont au niveau de la technique de l'attraction :

### Splash Battle
Le terme Splash Battle revient à 3DBA et Preston & Barbieri qui ont développé l’attraction comme un monorail au ras de l'eau. Les rails sont visibles dans ce modèle, comme à Walibi Holland.

### Cable Battle
La société a également développé ce qu'on appelle le Cable Battle, le principe reste le même sauf que l'on a remplacé le wagonnet par un bateau flottant sur l'eau qui est cette fois-ci entraîné par un câble immergé et donc moins visible sur base du Tow boat ride. L'attraction Raratonga à Mirabilandia en est un exemple.
Mack Rides produit également sa version de l'attraction. Il a développé une version Tow Boat Ride avec câble immergé.

### Canal Boat

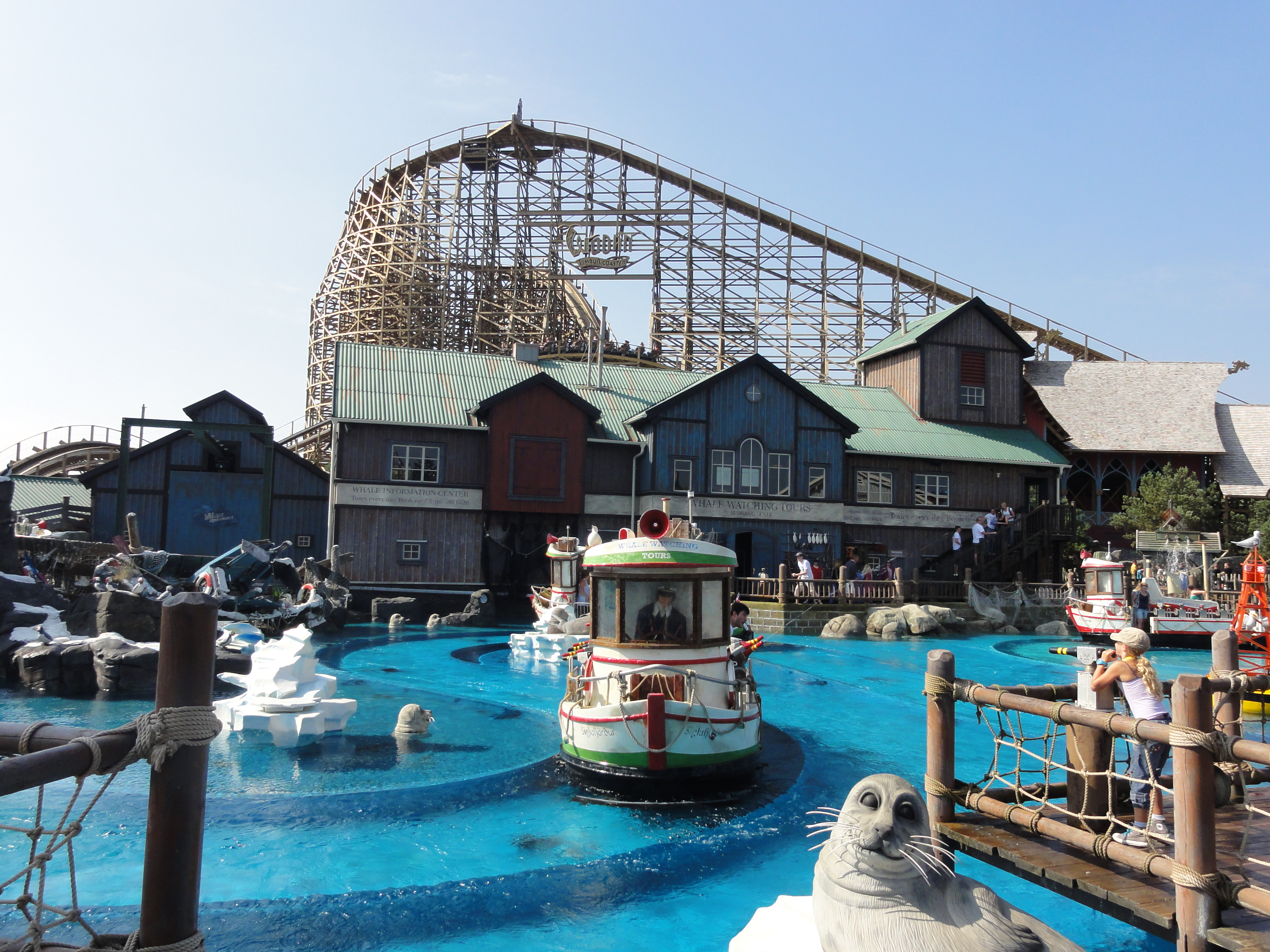
Whale Adventures - Splash Tours à Europa Park, Modèle Canal Boat.

ABC Engineering, qui a également créé une attraction avec la traction par câble immergé a inventé avec la société Loftus une nouvelle variante qui est par exemple utilisée au Futuroscope pour Mission Éclabousse. Les bateaux sont placés dans un large canal et l’un des passagers sert de chauffeur. Il dirige le bateau afin d'aider ses coéquipiers à être au plus près des cibles ou à éviter les éclaboussures, et il peut varier la vitesse.
C'est également cette technologie qui a été utilisée en 2004 pour Spritztour à Erlebnispark Tripsdrill. 
Mack Rides reprend ce principe mais sans chauffeur avec le modèle Free flow Boat Rides avec le système de canal. La société Interlink possède un modèle similaire nommé Water Battle.

### Splash Battle trackless
3DBA/Preston & Barbieri se sont associés à l’entreprise hollandaise Frog Entertainment pour créer une autre variante ; le Splash Battle trackless, qui comme son nom l’indique n’aura plus besoin de rails. Cette version est encore en cours de développement et devrait voir le jour en Chine dans un premier temps. Les véhicules auront apparemment un parcours programmé qui pourra être changeant.

### HydroMania
Far Fabbri a développé un modèle nommé HydroMania où les embarcations ressemblent aux bouées des rivières rapides, équipée de pistolet à eau. L'intérêt est ici que les passagers ne peuvent pas contrôler la rotation de la bouée.
La société Interlink possède un modèle similaire nommé River Raiders, Mack Rides également avec Round Boat Blaster et depuis 2013, Hopkins Rides propose son Raft Battle.

## Listes des attractions
| Nom                               | Type          | Constructeur             | Année          | Parc                     | Pays        |
| --------------------------------- | ------------- | ------------------------ | -------------- | ------------------------ | ----------- |
| Alligator Baie                    | Canal Boat    | Mack Rides               | 2014           | Le Pal                   | France      |
| Angkor                            | Canal Boat    | Mack Rides               | 2014           | PortAventura Park        | Espagne     |
| Baia dei Bucanieri                | Canal Boat    | SBF Visa Group           | 2007 (26 mai)  | Cavallino Matto          | Italie      |
| Banana Battle                     | Battle Cable  | Preston & Barbieri       | 2008           | Bobbejaanland            | Belgique    |
| Bataglia Navale                   | Battle Cable  | Preston & Barbieri       | 2013           | Rainbow Magicland        | Italie      |
| Battle Boats                      | Canal Boat    | Mack Rides               | 2010           | Sea World                | Australie   |
| Battle Galleons                   | Canal Boat    | Mack Rides               | 2008 (15 mars) | Alton Towers             | Royaume-Uni |
| Buccaneer                         | Canal Boat    | SBF Visa Group           | 2010           | Didi'Land                | France      |
| Buccaneer Battle                  | Canal Boat    | Mack Rides               | 2009           | Six Flags Great America  | États-Unis  |
| Capitain Nemo Adventure           | Splash Battle | 3DBA / Preston           | 2007 (5 avril) | Fiabilandia              | Italie      |
| Jungle Water Fight                | Splash Battle |                          |                | Happy Valley (Shenzhen)  | Chine       |
| Käpt'n Nicks Piratenschlacht      | Canal Boat    | Mack Rides               | 2007 (31 mars) | Legoland Deutschland     | Allemagne   |
| Los Bucaneros                     | Canal Boat    | SBF Visa Group           | 2011           | Isla Mágica              | Espagne     |
| Mediterranea                      | Canal Boat    | Zamperla                 | 2012           | Minitalia Leolandia Park | Italie      |
| Mission Eclabousse                | Canal Boat    | ABC Engineering / Loftus | 2007 (avril)   | Futuroscope              | France      |
| Oso Yogui                         | Canal Boat    | Interlink Group          | 2009           | Parque Warner Madrid     | Espagne     |
| Quest for Chi                     | Canal Boat    | Mack Rides               | 2013           | Legoland Florida         | États-Unis  |
| Pharaoh's Reign                   | Battle Cable  | 3DBA / Preston           | 2011           | Story Land               | États-Unis  |
| Pirate Splash Battle              | Canal Boat    | Mack Rides               | 2008           | Legoland Billund         | Danemark    |
| Pirates Attack                    | Canal Boat    | Mack Rides               | 2009 (12 juin) | Fraispertuis-City        | France      |
| Rafting-Anlage im Reich des T-Rex | HydroMania    | Mack Rides               | 2007           | Rasti-Land               | Allemagne   |
| Raratonga                         | Battle Cable  | 3DBA / Preston           | 2007 (30 juin) | Mirabilandia             | Italie      |
| River Battle                      | Canal Boat    | Mack Rides               | 2008           | Dollywood                | États-Unis  |
| River Blast                       | Canal Boat    | Mack Rides               | 2010           | Silver Dollar City       | États-Unis  |
| Splash Battle                     | Splash Battle | 3DBA / Preston           | 2006           | Chimelong Paradise       | Chine       |
| Splash Battle                     | Splash Battle | 3DBA / Preston           | 2006 (20 mai)  | Indiana Beach            | États-Unis  |
| Splash Battle                     | Battle Cable  | Preston & Barbieri       | 2013           | Marineland d'Antibes     | France      |
| Splash Battle                     | Splash Battle | 3DBA / Preston           | 2006           | Legoland California      | États-Unis  |
| Splash Battle                     | Splash Battle | 3DBA / Preston           | 2006           | Walibi Sud-Ouest         | France      |
| Splash Battle                     | Splash Battle | 3DBA / Preston           | 2005           | Walibi Holland           | Pays-Bas    |
| Splash Battle                     | Splash Battle | 3DBA / Preston           | 2007           | Flamingo Land            | Royaume-Uni |
| Splash Battle                     | Splash Battle | 3DBA / Preston           | 2009           | Happy Valley (Shanghai)  | Chine       |
| Splash Battle Islands Adventure   | Canal Boat    | ABC Engineering          | 2008           | Oltremare                | Italie      |
| Spongebob Splash Bash             | Splash Battle | 3DBA / Preston           | 2007           | Movie Park Germany       | Allemagne   |
| Spritztour                        | Canal Boat    | ABC Engineering          | 2004 (Mai)     | Erlebnispark Tripsdrill  | Allemagne   |
| Spruzzaincubi                     | Battle Cable  | Preston & Barbieri       | 2014           | Cinecittà World          | Italie      |
| The Battle of Mutiny Bay          | Battle Cable  | Preston & Barbieri       | 2014           | Splish Splash            | États-Unis  |
| ToPiLauLa                         | Canal Boat    | Mack Rides               | 2010           | Heide-Park               | Allemagne   |
| Typhoon Rescue                    | Splash Battle |                          |                | OCT East                 | Chine       |
| Vandkanonen                       | Battle Cable  | Preston & Barbieri       | 2008           | Bakken                   | Danemark    |
| Vicky The Battle                  | Canal Boat    | Mack Rides               | 2013           | Plopsaland De Panne      | Belgique    |
| Voodoo Island                     | HydroMania    | ABC Engineering          | 2009           | Conny-Land               | Suisse      |
| Wakobato                          | Canal Boat    | Preston & Barbieri       | 2009           | Phantasialand            | Allemagne   |
| Whale Adventures - Splash Tours   | Canal Boat    | Mack Rides               | 2010           | Europa Park              | Allemagne   |